# Constitución de Ecuador de 1998

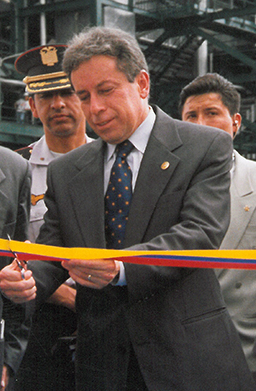
Fabián Alarcón, presidente interino.

La Constitución de Ecuador de 1998 fue la decimonovena carta magna que se adoptó en la República del Ecuador en el gobierno interino de Fabián Alarcón, después del golpe de Estado en contra de Abdalá Bucaram.
La nueva Constitución fue la decimonovena desde 1830. Rigió desde el 10 de agosto de 1998 y fue expedida en Riobamba el 5 de junio al concluir sus labores la Asamblea Nacional Constituyente. Esta trabajó por cuatro meses y medio en el recinto de la Academia de Guerra de las Fuerzas Armadas en Sangolquí. 
Aunque convocada como Asamblea Nacional, se declaró ella misma Constituyente siguiendo la lógica de su cometido. "Sus disposiciones", según el testimonio de su presidente, Osvaldo Hurtado Larrea, "en general aprobadas por consenso y muchas por unanimidad, fueron el resultado del diálogo que la Asamblea mantuvo con todos los sectores de la vida nacional y de los aportes de partidos y agrupaciones de independientes que la integraron, representando el amplio espectro ideológico y político del país". 
Añadió nuevos derechos: los colectivos de los pueblos indígenas, y los colectivos de los ciudadanos a un medio ambiente sano, legalizó las instituciones existentes de la Defensoría del Pueblo, el habeas data, y el recurso de amparo. "Redefinió la política social en el sentido de que ella debe dirigirse hacia los pobres" (Hurtado), creó disposiciones para prevenir la corrupción en el manejo de los bienes públicos y para castigarla ejemplarmente, incluso en el ámbito del Congreso Nacional e institucionalizó la Comisión de Control Cívico de la Corrupción.
Según el mismo Hurtado, "aportó con instituciones y normas para mejorar la calidad del sistema democrático, facilitar la gestión de los gobiernos, reducir los conflictos políticos, otorgar estabilidad política y económica y proporcionar a la empresa un horizonte de largo plazo. Gracias a ella, el sector privado, por su parte, tendrá una mayor participación en las actividades productivas y en la prestación de seguridad y confianza para realizar sus inversiones". 
Aumentó el poder del presidente en puntos de política económica y en la estabilidad de sus ministros, y privó al Congreso de una fuente de corrupción y manipulación política al restringir su poder en la elaboración del presupuesto nacional. Democratizó las jerarquías del Congreso igualando a todos los diputados, aumentó su número en proporción al crecimiento poblacional y creó en el Congreso dos vicepresidencias a fin de representar a los partidos minoritarios. Según el mismo Hurtado, "en la historia moderna del Ecuador, no existe una Constitución que, como la expedida por la Asamblea Constituyente, haya restringido tanto las atribuciones del Congreso Nacional, y, como consecuencia, fortalecido la autoridad del presidente de la República". 
Dispuso la modernización y control del Seguro Social, prohibió financiar gastos corrientes mediante endeudamiento público y dio autonomía absoluta al Banco Central en sus funciones monetaria, crediticia y cambiaría. Concedió autonomía administrativa y económica al Tribunal Constitucional, sentó sin duda alguna la supremacía de la Constitución sobre las leyes y otras normas jurídicas, y sentó como norma de prudencia que la Constitución no podía ser reformada sino mediando un año entre la primera y segunda discusión de un proyecto de reforma.